# Two Against Nature
Albums de Steely Dan
Alive In America
(1995) Everything Must Go
(2003)
Two Against Nature (2000) est le huitième album du groupe de Jazz rock américain Steely Dan, publié le 29 février 2000 sur le label Giant Records. 
Classé numéro 6 au Billboard Top 200, cet album a gagné quatre trophées Grammy Awards aux États-Unis.
Ce disque fut le premier enregistrement en studio du groupe depuis l'album Gaucho, paru en 1980.

## Titres de l’album
Toutes les compositions sont de Becker et Fagen.
1. Gaslighting Abbie – 5:53
2. What a Shame About Me – 5:17
3. Two Against Nature – 6:17
4. Janie Runaway (en) – 4:09
5. Almost Gothic – 4:09
6. Jack of Speed – 6:17
7. Cousin Dupree (en) – 5:28
8. Negative Girl – 5:34
9. West of Hollywood – 8:21

## Musiciens

### Steely Dan
- Walter Becker – Guitare basse, Guitare, Percussions, Chant
- Donald Fagen – Orgue, Synthétiseur, Percussions, Piano, Clavecin, Fender Rhoses, Orgue Wurlitzer, Chant

### Autres musiciens
- Tom Barney – bass
- Ted Baker - Piano, Fender Rhodes
- Jon Herington - Guitares
- Paul Jackson Jr. – Guitares
- Hugh McCracken – Guitares
- Dean Parks – Guitares
- Lawrence Feldman – Clarinette, saxophone ténor
- Michael Hitchcock – Trompette
- Michael Leonhart – Trompette, Wurlitzer
- Lou Marini – Saxophone alto
- Chris Potter – Saxophone alto, saxophone ténor
- James E. Pugh – Trombone
- Roger Rosenberg – Clarinette basse, saxophone baryton
- David Tofani – Saxophone
- Keith Carlock - Batterie
- Leroy Clouden – Batterie
- Vinnie Colaiuta – Batterie
- Sonny Emory – Batterie
- Ricky Lawson – Batterie
- Michael White – Batterie
- Gordon Gottlieb – Percussions
- Will Lee  – Percussions
- Daniel Sadownick – Percussions, timbales
- David Shank – Vibraphone
- Steve Shapiro – Vibraphone
- Cynthia Calhoun – Choriste
- Mike Harvey – Choriste
- Carolyn Leonhart – Choriste

## Production
- Producteurs : Walter Becker et Donald Fagen
- Ingénieur du son principal : Roger Nichols
- Ingénieurs du son : Phil Burnett, Per-Christian Nielsen, Johan Edlund, Anthony Gorman, Roger Nichols, Ken Ross, Dave Russell, Jay A. Ryan, Elliot Scheiner, Peta Scriba
- Mixage : Roger Nichols, Dave Russell
- Mastering : Scott Hull
- Assistants : Suzy Barrows, Reaann Zschokke
- Technicien : Roger Nichols
- Édition : Jan Folkson
- Arrangements section de cuivres : Walter Becker, Donald Fagen, Michael Leonhart
- Manager Projet : Jill Dell'Abate
- Coordination Projet : Suzana Haugh
- Consultant : Michael Leonhart
- Accordeur de piano : Sam Berd
- Design : Carol Bobolts
- Photographie : Michael Northrup/Jason Fulford